# S/2000 (1998 WW31) 1
S/2000 (1998 WW31) 1 est le satellite de l'objet transneptunien 1998 WW31.

## Découverte
Il a été découvert en avril 2001 par les astronomes français Christian Veillet et Alain Doressoundiram sur des images prises le 21 décembre 2000 et le 22 décembre 2000 par l'observatoire Canada-France-Hawaï au Mauna Kea. D'autres images obtenues antérieurement par d'autres observateurs ont été exploitées pour confirmer la nature binaire de l'objet et calculer son orbite de façon précise. Historiquement, le système qu'il forme avec son corps parent constitue le premier système binaire identifié dans la ceinture de Kuiper[réf. nécessaire] après le couple Pluton-Charon.